# 1946 a tudományban
Az 1946. év a tudományban és a technikában.

## Díjak
- Nobel-díjak
  - Fizikai Nobel-díj: Percy Williams Bridgman
  - Fiziológiai és orvostudományi Nobel-díj: Hermann Joseph Muller
  - Kémiai Nobel-díj: James B. Sumner, John Howard Northrop, Wendell M. Stanley

## Születések
- január 16.– Michael Lloyd Coats amerikai űrhajós
- február 24. – Grigorij Margulisz orosz-amerikai matematikus
- február 26. – Ahmed Zewail Nobel-díjas egyiptomi kémikus († 2016)
- március 6. – Patrick Baudry francia űrhajós
- június 24. – Ellison Shoji Onizuka amerikai kutató-mérnök, űrhajós († 1986)
- július 2. – Richard Axel Nobel-díjas (megosztva) amerikai molekuláris biológus és neurobiológus
- augusztus 7. – John C. Mather Nobel-díjas amerikai asztrofizikus
- szeptember 7. – Francisco Varela chilei neurobiológus és filozófus († 2001)
- szeptember 8. – Aziz Sancar Nobel-díjas (megosztva) török-amerikai biokémikus és molekuláris biológus

## Halálozások
- március 23. – Gilbert Newton Lewis amerikai fizikus, kémikus (* 1875)
- szeptember 16. – James Jeans angol fizikus, csillagász (* 1877)
- október 2 – Ignacy Mościcki lengyel kémikus és politikus, Lengyelország elnöke 1926-tól 1939-ig (* 1867)
- november 15. – Max von Oppenheim német orientalista és régész (* 1860)